# Menadion
Menadion je sintetičko hemijsko jedinjenje koje se ponekad koristi kao nutricioni suplement zbog njegove aktivnosti poput vitamina K. On je analog 1,4-naftohinona sa metil grupom u 2-poziciji.

## Terminologija
On se ponekad naziva vitaminom K3, mada derivati naftohinona bez bočnog lanca u 3-poziciji ne mogu da vrše sve funkcije vitamina K. Menadion je vitaminski prekurzor K2, iz koga se alkilacijom formiraju menahinoni (MK-n, n=1-13; K2 provitamini), i stoga je podesnije da se klasifikuje kao provitamin.
On je takođe poznat kao "menafton".

## Spoljašnje veze
|  | Molimo Vas, obratite pažnju na važno upozorenje u vezi sa temama iz oblasti medicine (zdravlja). |